# Каминстейн, Авраам Льюис
Авраам Льюис Каминстейн (Abraham L. Kaminstein) (13 мая 1912 года — 10 сентября 1977 года) — шестой официальный регистратор авторских прав в США. Годы его службы на этой должности — 1960—1971.
Авраам Льюис Kaminstein был назначен регистратором авторских прав США 24 декабря 1960 года. Перед тем, как получить назначение, Каминстейн уже в течение 13 лет работал в Бюро охраны авторских прав. Вначале он был назначен первым начальником отдела экспертизы, образованного в 1947 году. В 1959 году он был назначен на должность заместителя регистратора авторских прав и начальником отдела экспертизы. В ноябре 1960 года он стал исполняющим обязанности регистратора после смерти Артура Фишера.

## Биография
Родился Авраам Льюис Каминстейн в Нью-Йорке 13 мая 1912 года. Получил образование в государственных школах, в 1932 году получил степень B.S.S. (бакалавра) колледжа города Нью-Йорка. В 1935 и 1936 годах он получил степени LL.B. (юрис-бакалавр) и LL.M (магистр) юридического факультета Гарвардского университета, где он был научным сотрудником. В 1936 году, до прихода на работу в Бюро охраны авторских прав, он начал свою государственную карьеру, служа в качестве адвоката в различных гос. учреждениях.
Когда он стал участвовать в работе по совершенствованию закона об авторском праве США, то понимал, что несмотря на поправки, судебные толкования и материалы деловой практики, которые росли вокруг закона, сам закон был «неопределенным, непоследовательным или неадекватным в применении к современных условиях.»
Семья: жена — Barbara Kamenstein, сын — Dana Seth Kamenstein.

## Деятельность
Каминстейн Авраам Льюис была ведущей силой в процессе адаптации авторских прав к интересам общества. Как глава Бюро охраны авторских прав, он придал новый импульс движению по пересмотру закона об авторском праве. Он председательствовал на многочисленных заседаниях коллегии экспертов-консультантов по пересмотру закона. Его руководство привело к общему пересмотру закона Палатой представителей в 1967 году. Законопроект по закону был принят Конгрессом в 1976 году в редакции, подготовленный под руководством Каминстейна.
Он сыграл ведущую роль в международных вопросах об авторском праве и решающую роль в решении широкого круга вопросов в области интеллектуальной собственности. Среди его наиболее заметных достижений была его работа по разрешению критических противоречий между развивающимися и развитыми странами, порожденными Протоколом в отношении развивающихся стран, принятом на совещании 1967 года в Стокгольме по пересмотру Бернской конвенции. Протокол, позволяющий развивающимся странам сделать радикальные поправки и исключения в соответствии с конвенцией, привел бы к кризису в области международного авторского права. Несмотря на то, что Соединенные Штаты не были в то время участником Бернской конвенции, Каминстейн, в качестве главы делегации США — страны наблюдателя, предложил альтернативные решения, которые легли в основу программы, которая завершилась пересмотром Бернской конвенции и Всеобщей конвенции об авторском праве, в которых приняли участие развивающиеся и развитые страны. Эти изменения были приняты на конференции в Париже в 1971 году, где Каминстейн был сопредседателем делегации США и общим докладчиком конференции по пересмотру всеобщей конвенции по авторскому праву.
Кроме того, Каминстейн помогал в подготовке предложений США по оригинальной версии Всеобщей конвенции об авторском праве и был советником делегации США в 1951 году на встрече в Париже, где был подготовлен предварительный проект конвенции. Он был также председателем американской делегации на обсуждении Международной конвенции об охране прав исполнителей, производителей фонограмм и вещательных организаций, состоявшемся в Риме в 1961 году и был основным докладчиком конференции.
Согласно годовому отчету бюро охраны авторских прав на 1972 год: «Его достижения, несомненно, будет иметь постоянное влияние на развитие как отечественного, так и зарубежного авторского права». Он предложил программу для пересмотра закона об авторском праве 1955 года, его достижения в области международного авторского права привели к пересмотру Всемирной конвенции об авторском праве в Париже 24 июля 1971 года, что имело было большим достижением в этой области".
Каминстейн оставил свой пост 31 августа 1971 года из-за плохого состояния здоровья и был назначен в почетным консультантом по внутренних и международным делах в авторском праве. В том же году он получил медаль Рихарда Штрауса от Немецкого общества исполнительских и механических прав в области музыки. Он был первый американцем, удостоенным такой медали. Он также получил медаль Джефферсона от Ассоциации Нью-Джерского патентного права, а с 1977 был членом общества по авторскому праву США, членом Федеральной ассоциация адвокатов, Американской ассоциации адвокатов и Авторского общества США.
Проект Закона об авторском праве 1976 года, внесенный на рассмотрение Каминстейном, сыграл важную роль в его принятии.
Каминстейн умер 10 сентября 1977 года в Вашингтоне, округ Колумбия, в Мемориальном госпитале Сибли после инсульта.